# ルドルフ・カルナップ
ルドルフ・カルナップ（Rudolf Carnap, 1891年5月18日 - 1970年9月14日）は、ドイツの哲学者。論理実証主義の代表的論客として知られる。

## 生涯
1891年、ドイツのロンスドルフ（現在のヴッパータル）生まれ。バルメンのギムナジウムで学び、その後フライブルク大学で、数学、物理、および哲学を学ぶ。初め物理に興味を持っていたが、第一次世界大戦で研究を中断。その後、哲学者ブルーノ・バウフ（de:Bruno Bauch）のもとでDer Raum（「空間」）と題した博士論文を提出し、引き続き論理実証主義の視点から物理学上の問題について研究した。1924年から1925年にかけてはフッサールの講義に出席している。
1926年にはウィーン大学で職を得、またウィーン学団の一員となる。当時のウィーン学団にはハンス・ハーン、モーリッツ・シュリック、フリードリヒ・ヴァイスマン、オットー・ノイラートなどがいた。またウィトゲンシュタインとも接触している。1928年の著書Der logische Aufbau der Welt（『世界の論理的構成』）では、科学的知識の経験主義的再構築を試みた。
1931年からプラハで自然哲学の教授を務める。1935年にはアメリカへ渡り、1941年に帰化。シカゴ大学、プリンストン高等研究所を経てカリフォルニア大学ロサンゼルス校(UCLA)で教鞭を執った。1970年9月14日、入院加療中に死去。79歳。

## 研究内容・業績
- カルナップは一時期意味論の研究を行ったあと再び関心を科学的知識に向け、分析命題と総合命題の区別などについて論じた。

## 著作
- 1922. Der Raum（『空間』）: Ein Beitrag zur Wissenschaftslehre, Kant-Studien, Ergänzungshefte, no. 56. His Ph.D. thesis.
- 1926. Physikalische Begriffsbildung. Karlsruhe: Braun.
- 1928. Scheinprobleme in der Philosophie (Pseudoproblems of Philosophy). Berlin: Weltkreis-Verlag.
- 1928. Der Logische Aufbau der Welt. Leipzig: Felix Meiner Verlag. English translation by Rolf A. George, 1967. The Logical Structure of the World. Pseudoproblems in Philosophy. University of California Press.
- 1929. Abriss der Logistik, mit besonderer Berücksichtigung der Relationstheorie und ihrer Anwendungen. Springer.
- Überwindung der Metaphysik durch logische Analyse der Sprache（1932）
永井成男、内田種臣、内井惣七訳、『カルナップ哲学論集』、紀伊国屋書店、1977所収
- 「科学の普遍言語としての物理的言語」（1932）
坂本百大編『現代哲学基本論文集Ⅰ』、勁草書房、1986所収
- Logische Syntax der Sprache（1934）
- Philosophy and Logical Syntax（1935）
吉田謙二訳、『論理的構文論:哲学する方法』、晃洋書房、2007
- The Logical Syntax of Language（1937）
- Foundations of Logic and Mathematics in International Encyclopedia of Unified Science（1939）
- Introduction to Semantics（1942）
遠藤弘訳、『意味論序説』、紀伊国屋書店、1975
- Formalization of Logic（1943）
竹尾治一郎訳、『論理学の形式化』、紀伊国屋書店、1976
絶版
- Meaning and Necessity: a Study in Semantics and Modal Logic（1956）
永井成男訳、『意味と必然性―意味論と様相論理学の研究』、紀伊国屋書店、1999
- Logical Foundations of Probability（1950）
- Empiricism, Semantics, Ontology（1950）
- The Continuum of Inductive Methods（1952）
- The Methodological Character of Theoretical Concepts（1956）
「理論的概念の方法論的性格」、『カルナップ哲学論集』所収
- Introduction to Symbolic Logic with Applications. Dover（1958）
- 1963, "Intellectual Autobiography" in Schilpp (1963: 1-84).
- Philosophical Foundations of Physics（1966）
マーティン・ガードナーとの共著
沢田允茂、中山浩二郎、持丸悦朗訳『物理学の哲学的基礎―-科学の哲学への序説-』、岩波書店、1968
絶版
- Studies in inductive logic and probability（971）
- 1977. Two essays on entropy. Shimony, Abner, ed. University of California Press.
- 1980. Studies in inductive logic and probability